# Tank Carder
Ricky Carder , Jr., detto Tank (Sweeny, 18 gennaio 1989), è un giocatore di football americano statunitense che gioca nel ruolo di linebacker per i Cleveland Browns della National Football League (NFL). Fu scelto nel corso del quinto giro (147º assoluto) del Draft NFL 2012 dai Bills. Al college ha giocato a football coi TCU Horned Frogs.

## Carriera professionistica

### Buffalo Bills
Il 28 aprile 2012, Carder fu scelto nel corso del quinto giro del Draft 2012 dai Buffalo Bills. Il 10 maggio firmò il suo contratto con i Bils. Il 31 agosto, Carder fu svincolato.

### Cleveland Browns
Il 1º settembre 2012, Carder firmò coi Browns. Il debutto da professionista avvenne nella prima gara della stagione, il 9 settembre contro i Philadelphia Eagles, non facendo registrare alcuna statistica. Nella sua stagione da rookie disputò 15 partite, una delle quali come titolare, mettendo a segno 7 tackle e 1 passaggio deviato. Nella successiva disputò ancora 15 partite, con 15 tackle.
Nella settimana 5 della stagione 2014 contro i Tennessee Titans, Carder bloccò un punt dando origine a una safety, venendo premiato come miglior giocatore degli special team della AFC della settimana.

## Palmarès
- Miglior giocatore degli special team della AFC della settimana: 1

5ª del 2014

## Statistiche
| Partite totali      | 30 |
| Partite da titolare | 2  |
| Tackle              | 22 |
| Sack                | 0  |
| Intercetti          | 0  |
| Fumble forzati      | 0  |

Statistiche aggiornate alla stagione 2013